# Allen Hill (scientifique)
Hugh Allen Oliver Hill (23 mai 1937 - 30 juillet 2021), généralement connu sous le nom d'Allen Hill, est professeur, puis professeur émérite, de chimie bioinorganique à l'Université d'Oxford et membre honoraire du Queen's College, Oxford et Wadham Collège, Oxford . Il est élu membre de la Royal Society en 1990 et reçoit la médaille royale 2010 de la Royal Society "pour son travail de pionnier sur l'électrochimie des protéines, qui a révolutionné les tests de diagnostic du glucose et de nombreux autres tests bioélectrochimiques" ,.

## Biographie
Après avoir étudié à l'Université Queen's de Belfast  Hill part à Oxford en 1962, devenant membre du Queen's College en 1965 . Ses prix de recherche comprennent le prix interdisciplinaire, la médaille de chimie et d'électrochimie des métaux de transition et le prix Robinson de la Royal Society of Chemistry, la médaille Breyer du Royal Australian Chemical Institute et le prix Mullard et la médaille royale de la Royal Society .
En 2012, ses travaux sur le suivi électrochimique des protéines et son application au suivi des concentrations de glucose dans le sang des patients diabétiques sont marqués par l'attribution d'une plaque bleue Landmark à Oxford .